# Louis Delasiauve
Louis Jean François Delasiauve (14. oktober 1804 i Garennes (Eure) – 5. juni 1893 i Paris) var en fransk psykiater.
I 1830 aflagde han eksamen i Paris, og de næste 8 år praktiserede han i Ivry. Dernæst arbejdede han ved Bicêtre hospitalet og blev senere direktør ved La Salpêtrière hvor han arbejdede med epileptikere og mentalt tilbagestående patienter.
Louis Delasiauve var en pioner indenfor barnepsykiatrien og talsmand for uddannelse af mentalt tilbagestående. Han er mest kendt for sin forskning indenfor epilepsi og beskrev tre forskellige former af sygdommen.